# Paul Ekins
Paul Ekins (né en 1950) est un universitaire britannique dans le domaine de l'économie durable, professeur de politique des ressources et de l'environnement à l'University College de Londres. Il était auparavant codirecteur du UK Energy Research Center (2004-2014). Il est un ancien membre du Parti vert britannique.

## Carrière politique
Paul Ekins a été un membre éminent du Green Party UK (maintenant le Parti vert de l'Angleterre et du pays de Galles) dans les années 1970 et 1980. Ce groupe, connu sous le nom de « Maingreen », est considéré comme un précurseur des mesures de réforme des structures internes du parti par un groupe ultérieur connu sous le nom de Green 2000.

## Carrière après la politique
Il devient un universitaire de premier plan dans le domaine de l'économie durable. Il travaille également comme consultant. En 1996, il crée le Forum for the Future avec Sara Parkin et Jonathon Porritt. Le Forum déclare : « Lorsque Paul Ekins a créé l'Unité de l'économie durable dans le cadre du Forum pour l'avenir en 1996, il a fait valoir que bon nombre des problèmes environnementaux d'aujourd'hui sont en réalité des problèmes économiques déguisés, et qu'il est au cœur de tout programme de solutions. Son objectif était de montrer que des mesures radicales vers la durabilité environnementale sont compatibles avec la prospérité ».  
Il travaille comme chef du groupe Environnement au Policy Studies Institute. Il travaille aussi en tant que conseiller auprès de l'Environmental Audit Select Committee de la Chambre des communes du Royaume-Uni. En 1994, il reçoit le prix Global 500 du Programme des Nations unies pour l'environnement « pour une réalisation environnementale exceptionnelle ».
Il est nommé Officier de l'Ordre de l'Empire britannique lors du Nouvel An 2015, pour ses services rendus à la politique environnementale[réf. souhaitée].

## Carrière académique
Paul Ekins obtient un doctorat en économie à Birkbeck, Université de Londres. Il devient professeur de développement durable à l'université de Westminster en octobre 2002 et occupe ce poste jusqu'en 2007. Il est actuellement[Depuis quand ?] professeur de ressources et de politique environnementale à l'university College de Londres.
Son travail académique examine les « conditions et politiques pour parvenir à une économie écologiquement durable ». Il note que des réserves substantielles de combustibles fossiles devraient rester dans le sol et ne pas être brûlées si les humains veulent empêcher les augmentations de température mondiale au-delà de 2 degrés. Son travail original avec Christophe McGlade en 2015 a été étayé par des analyses plus récentes,,,.